# Polistes versicolor
Polistes versicolor (Olivier, 1791), nota anche come vespa cartonaia variegata o vespa cartonaia gialla, è una vespa sociale subtropicale appartenente a Polistes, il genere più comune di vespa cartonaia. È la specie di vespa sudamericana più ampiamente distribuita ed è particolarmente comune negli Stati del Brasile sud-orientale. Questa vespa sociale è comunemente chiamata vespa cartonaia gialla a causa delle distinte bande gialle presenti sul torace e sull'addome. Il nido della P. versicolor, fatto di fibre vegetali masticate, è in genere un singolo favo scoperto attaccato al substrato da un singolo picciolo. La vespa cartonaia gialla si trova frequentemente nelle aree urbane. Nuovi nidi e colonie sono solitamente fondati da un'associazione di femmine, a volte in edifici costruiti da umani.
Il ciclo della colonia di P. versicolor varia ampiamente da 3 a 10 mesi, anche se non sembra esserci alcuna relazione tra lo sviluppo della colonia e la stagione dell'anno. Mentre le vespe cartonaie gialle hanno cicli annuali chiari della colonia, molte giovani regine hanno l'opportunità di andare in letargo durante l'inverno, formando aggregazioni invernali facoltative. Le gerarchie di dominanza all'interno di queste aggregazioni sono caratterizzate dall'aggressione fisica della/e femmina/e dominante/i nei confronti delle femmine associate, che tendono a essere sorelle. I movimenti della parte inferiore del corpo sono spesso utilizzati anche come forma di comunicazione all'interno della colonia. La vespa cartonaia gialla è generalmente predatrice, catturando un'ampia gamma di insetti, anche se spesso si nutre anche di polline e nettare. Pertanto, P. versicolor può essere utile come impollinatore o come efficace controllo dei parassiti.

## Tassonomia e filogenesi
L'entomologo francese Guillaume-Antoine Olivier descrisse la vespa cartonaia gialla nel 1791. Il nome della specie, versicolor, è un termine latino che significa varietà di colori, forse riferito alla colorazione brillante del suo addome e del torace. All'interno della sottofamiglia Polistinae della famiglia Vespidae, il genere Polistes (vespe cartonaie) conta circa 200 specie distribuite in tutto il mondo, principalmente nella regione tropicale. Genere ampiamente studiato, Polistes è ora considerato un organismo modello utile per comprendere l'evoluzione del comportamento sociale. La vespa cartonaia gialla è un membro delle Polistes del Nuovo Mondo, che si trovano nel sottogenere Aphanilopterus. Poiché la variazione morfologica tra gli Aphanilopterus è piccola, P. versicolor condivide molte somiglianze con i suoi parenti Aphanilopterus, in particolare P. instabilis. Entrambe le specie possono formare aggregazioni invernali quando vivono ad altitudini elevate. Dal punto di vista ecologico, la vespa cartonaia gialla vive in condizioni simili a quelle di altre specie della zona temperata, come P. fuscatus (nel sottogenere Fuscopolistes) e P. canadensis (anch'essa nel sottogenere Aphanilopterus). Mentre le condizioni stagionali non sono drastiche in termini di temperatura, entrambe queste specie vivono in luoghi con una stagione secca pronunciata.

## Descrizione e identificazione
Sia il maschio che la femmina di P. versicolor hanno ali gialle trasparenti e un corpo nero con le caratteristiche bande gialle sul torace e sull'addome. Le differenze tra le femmine sono esclusivamente legate alle dimensioni. All'interno di un'aggregazione di vespe gialle, le regine sono le femmine indiscutibilmente più grandi e le femmine appena emerse sono le più piccole. Le femmine aggregate sono più grandi di tutte le altre femmine. Le dimensioni del corpo delle femmine all'interno di una colonia spesso dipendono dalle condizioni ambientali: un aumento delle dimensioni del corpo è spesso osservato con l'avvicinarsi di una stagione sfavorevole.

## Costruzione del nido

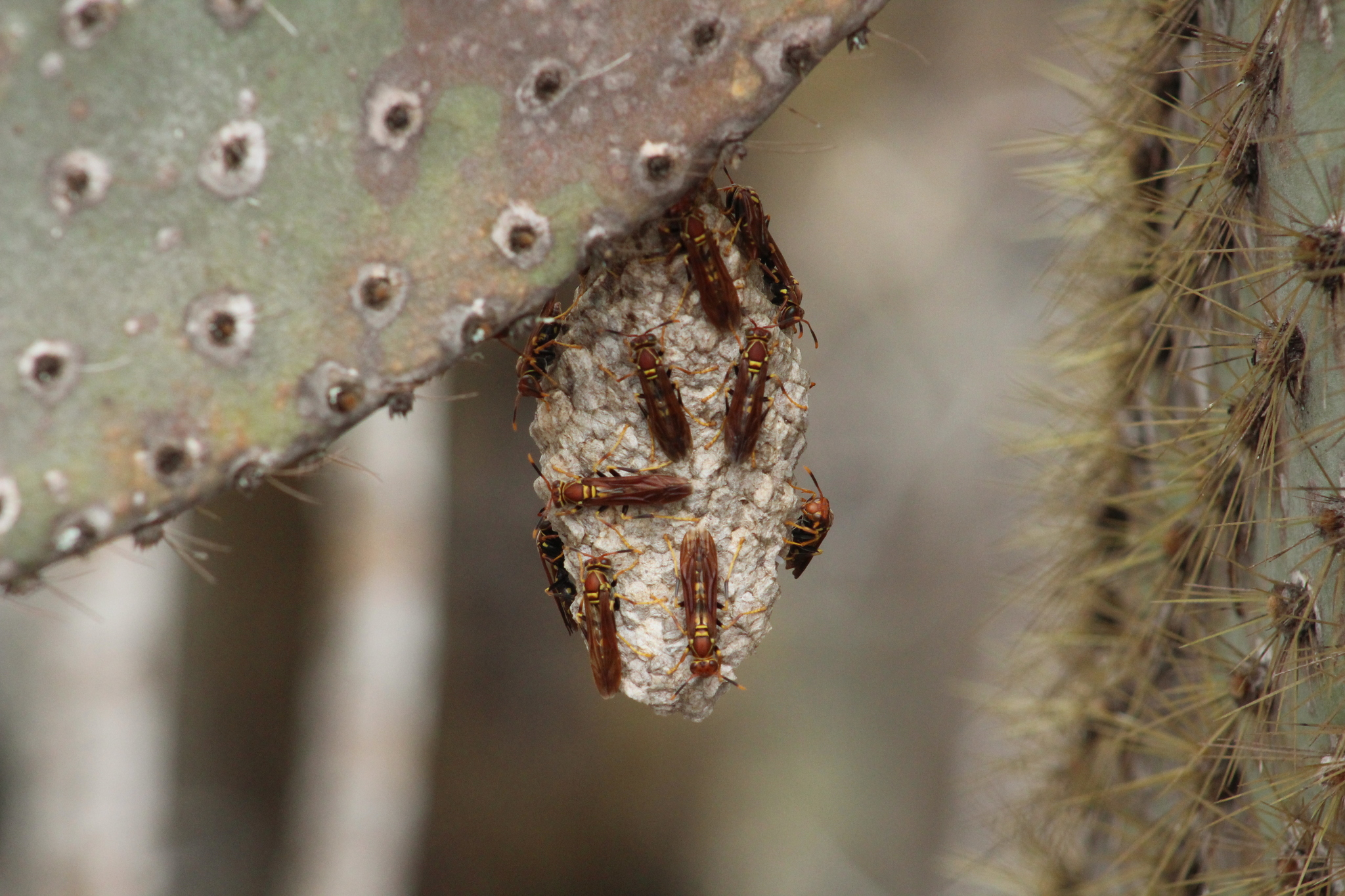
Nido di Polistes versicolor

Le nuove colonie e i nuovi nidi sono solitamente fondati da un'associazione di femmine. Prima di iniziare la costruzione, la fondatrice effettua dei voli di riconoscimento, ispezionando la struttura da utilizzare per il nido volando vicino all'area selezionata e toccando il substrato con le sue antenne. I nidi sono spesso di una colorazione grigiastra e frequentemente costruiti su intonaco di gesso. Si è scoperto che le fondamenta dei nidi su intonaco di gesso sono significativamente più grandi di quelle su altri tipi di substrato, a testimonianza della sinantropia della vespa cartonaia gialla. In media, il nido di P. versicolor è costituito da 244,2 celle e 171,67 vespe adulte. Le dimensioni della colonia possono variare da sette femmine (associazioni di fondatrici) a quasi 100 femmine (colonie mature). Una volta stabilita la posizione per la fondazione della nuova colonia, la costruzione inizia con il peduncolo: il materiale vegetale viene masticato con la saliva e quindi attaccato al substrato sotto forma di filo. La prima cella viene quindi costruita con un formato circolare, durante il quale la femmina tocca costantemente i lati della cella con le sue antenne. Successivamente, si formano contorni esagonali mentre le celle periferiche vengono costruite attorno alla cella circolare iniziale e attaccate alle celle vicine. Man mano che le larve si sviluppano nelle celle, viene aggiunta fibra vegetale masticata alle estremità delle celle per elevare l'altezza della loro parete. Durante il ciclo della colonia, man mano che le colonie crescono e il numero delle celle aumenta, il peduncolo viene ulteriormente rinforzato con fibra vegetale aggiuntiva per garantire un supporto adeguato al nido mentre si ingrandisce.

## Distribuzione e habitat
Ampiamente distribuita in tutto il Sud America, la distribuzione della vespa cartonaia gialla spazia dalla Costa Rica all'Argentina. Sono state osservate elevate densità di P. versicolor sulle alte montagne del massiccio del Turimiquire nello Stato di Anzoategui, in Venezuela, molto probabilmente causate dalla migrazione dovuta alla periodicità stagionale associata alla stagione secca. I nidi della vespa cartonaia gialla possono essere trovati frequentemente in ambienti naturali con substrati costituiti da foglie, rami, radici, pietre e persino nidi abbandonati di altre specie di vespe sociali. In alcuni casi, la vespa occupa effettivamente nidi vuoti della specie Mischocyttarus drewseni per deporre le uova invece di creare i propri nidi. Spesso, tuttavia, i suoi nidi si trovano in costruzioni umane; la vespa cartonaia gialla è facoltativamente sinantropica. La P. versicolor sembra persino nidificare preferibilmente in edifici in aree con poca attività umana; i nidi nella vegetazione naturale sono sempre più rari. Ciò è stato collegato al fatto che la fragilità delle piante spesso non offre un supporto appropriato per il nido ed espone il nido allo stress delle intemperie. Al contrario, i nidi su intonaco di gesso artificiale si trovano in genere in luoghi alti negli edifici, dove questi nidi sono altamente protetti non solo dall'interferenza umana, ma anche dalle intemperie e dall'irradiazione solare diretta.

## Ciclo della colonia

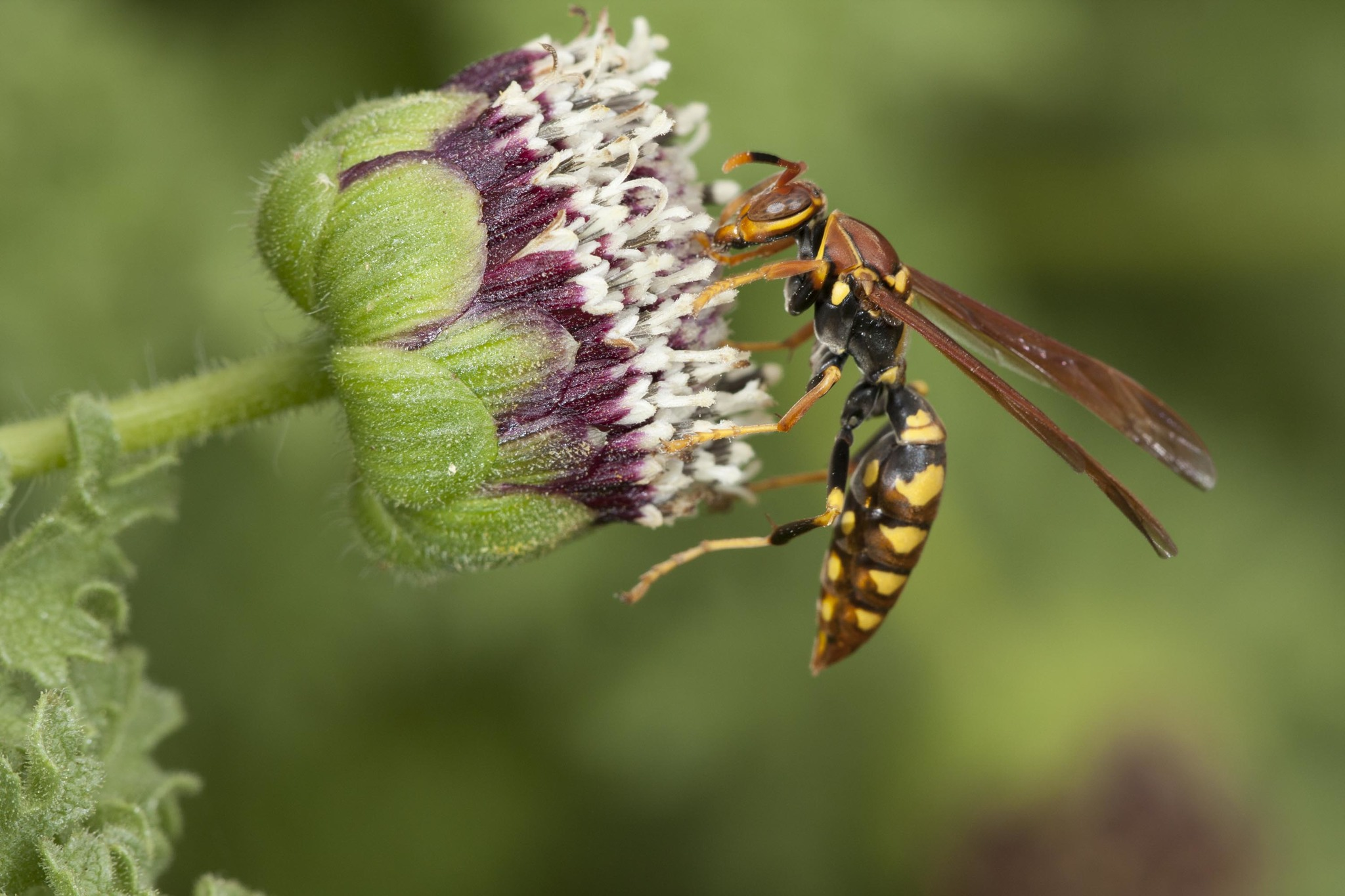
Polistes versicolor su un fiore

Mentre P. versicolor sembra basarsi su cicli di colonia strettamente annuali ad alte latitudini e altitudini, la durata del ciclo di colonia può variare; le colonie a ciclo breve possono avere aspettative di vita che vanno da tre a sei mesi, mentre le colonie a ciclo lungo possono variare da 6 a 10 mesi. Nelle colonie studiate nel Brasile sud-occidentale (dove la vespa cartonaia gialla è particolarmente comune), il ciclo di colonia varia ampiamente da 3 a 10 mesi. Sebbene le condizioni climatiche possano influenzare direttamente o indirettamente la produttività della colonia, la vespa cartonaia gialla è una specie asincrona, poiché non sembra esserci alcuna relazione tra lo sviluppo della colonia e la stagione dell'anno. Un'aggregazione può iniziare nell'ampio intervallo tra marzo e agosto e i fondatori non lasciano l'aggregazione nello stesso momento. Pertanto, nuove fondazioni possono verificarsi in periodi diversi. Nel Brasile sud-orientale, le aggregazioni della vespa cartonaia gialla iniziano all'inizio di marzo, prima dell'inverno, e durano fino a metà agosto. Lo stadio di uovo può variare da 5 a 16 giorni, lo stadio di larva può variare da 12 a 46 giorni e lo stadio di pupa può variare da 16 a 26 giorni. La durata media della vita di un'operaia subordinata varia da 10 a 17 giorni. I maschi possono rimanere nella colonia per alcuni giorni prima di essere costretti ad andarsene dalle femmine. Mentre solo le nuove regine tradizionalmente avviano nuove colonie quando lasciano i loro nidi precedenti, l'aggregazione all'interno di P. versicolor rappresenta un percorso alternativo per le femmine, offrendo loro la scelta tra iniziare un nuovo nido e aspettare di essere una fondatrice. Le femmine appena emerse possono quindi scegliere di essere operaie, aspettando un anno per essere una fondatrice fino a quando non si presentano condizioni più favorevoli. Le femmine con lunghi cicli di colonia potrebbero anche sostituire una riproduttiva come ovaiola nel nido precedente.

### Aggregazioni invernali
Le vespe cartonaie gialle hanno cicli annuali di colonia chiari, ma le giovani regine delle colonie hanno anche l'opportunità di ibernare durante l'inverno. Data l'assenza di un clima rigido, il verificarsi di aggregazioni invernali nella P. versicolor tropicale è facoltativo; ci sono alcune colonie che non formano queste aggregazioni nel loro ciclo annuale. L'aggregazione invernale è quindi diversa dalla diapausa osservata nelle specie che vivono in climi temperati sottoposti a condizioni climatiche avverse. Piuttosto, l'aggregazione invernale in questa specie tropicale riflette l'adattabilità comportamentale della vespa cartonaia gialla, consentendo alle femmine di attendere migliori condizioni ambientali per iniziare un nuovo nido, piuttosto che essere costrette a iniziare un nuovo nido non appena emergono. Le aggregazioni invernali (composte da regine in letargo) spesso producono femmine più grandi, che hanno quindi maggiori probabilità di diventare con successo nuove regine. All'interno delle aggregazioni, la maggior parte degli individui possiede ovaie in via di sviluppo. I giovani possono sviluppare le ovaie prima dell'aggregazione, ma molte femmine sviluppano le ovaie durante il periodo trascorso in aggregazione in attesa di una stagione migliore per fondare un nido.

## Effetti dell'attività umana
Con l'aumento del numero di nidi di P. versicolor costruiti nelle aree urbane all'interno di edifici, le vespe cartonaie gialle hanno scoperto molti vantaggi, come la riduzione della competizione interspecifica, la protezione da una varietà di fattori climatici e la protezione dalla predazione, soprattutto da parte dei vertebrati.

### Sulle strategie delle colonie
Questa maggiore interazione con l'attività umana può essere chiaramente osservata nelle diverse strategie adottate dalle colonie di vespe. Negli habitat più alterati dall'attività umana, il 60% dei nidi di vespe cartonaie gialle si trovano su costruzioni umane e il 40% sugli alberi. Al contrario, negli habitat meno alterati dall'attività umana, il 100% dei nidi si trova sugli alberi, anche se ci sono edifici nelle vicinanze; in quei luoghi c'è una significativa correlazione positiva tra il numero di celle costruite e il numero di adulti prodotti, così come tra il diametro del picciolo e la massa secca del nido. In queste colonie, la popolazione aumenta proporzionalmente alle dimensioni del nido. Questo aumento simile non si vede chiaramente negli habitat più alterati dall'attività umana. Ciò potrebbe essere dovuto al fatto che in ambienti con maggiore attività umana, un nido più grande può attirare più attenzione e quindi è più probabile che venga eliminato. Le vespe cartonaie gialle potrebbero essersi adattate a questa situazione, preferendo riutilizzare le celle invece di aumentare le dimensioni del nido.

### Sulla produttività delle colonie
Sono state inoltre dimostrate le ramificazioni risultanti sulla produttività delle colonie. La produttività nell'habitat meno alterato è significativamente più alta rispetto all'habitat più alterato, per quanto riguarda il numero di celle costruite, il numero di adulti prodotti, la massa secca dei nidi e la proporzione di celle produttive. Negli habitat più alterati dall'attività umana, vi è una grande concentrazione di edifici e vegetazione prevalentemente erbosa, il che suggerisce minori risorse disponibili per le colonie da cui costruire i nidi. È stato dimostrato che la qualità dell'habitat contribuisce alla minore produttività delle colonie in questi ambienti notevolmente alterati dall'attività umana. Ad esempio, la quantità di risorse (come le larve di altri insetti) disponibili per nutrire gli immaturi è stata più limitata negli habitat con maggiore attività umana.

## Gerarchia di dominanza
Con la P. versicolor tropicale, la fondazione della colonia può spesso avvenire da parte di più femmine, poiché le femmine fondatrici si uniscono per costruire un nuovo nido o, più tradizionalmente, le regine possono iniziare nuovi nidi separatamente. Subito dopo la fase di fondazione, viene stabilita una gerarchia di dominanza riproduttiva lineare. La femmina dominante detiene il monopolio della deposizione delle uova, trascorrendo quindi periodi di tempo più lunghi all'interno del nido mentre le operaie cercano cibo. La femmina dominante riceve anche una quota maggiore di cibo rispetto alle sue compagne di nido. Al contrario, anziché concentrarsi sulla riproduzione, le fondatrici subordinate si assumono il carico di lavoro del nido, lavorando sulla costruzione delle celle, sulla difesa del nido e sulla ricerca di cibo (per prede, nettare, acqua, ecc.). I conflitti di interesse tra le future fondatrici rimangono elevati poiché competono per le risorse condivise di nutrimento, come le proteine. Un nutrimento diseguale è spesso ciò che porta alle differenze di dimensioni che si traducono in classifiche di posizione dominante-subordinata. Poiché le ovaiole tendono a ricevere più proteine rispetto a quelle che non lo sono, come è il modello generale, il contesto dominante-subordinato nelle vespe cartonaie gialle è direttamente correlato allo scambio di cibo. Pertanto, se durante l'aggregazione invernale, la femmina è in grado di ottenere un maggiore accesso al cibo, la femmina potrebbe così raggiungere una posizione dominante. Questa competizione e aggressività per le risorse suggeriscono che le aggregazioni invernali possono essere associazioni fragili. L'aggressività si vede solitamente quando una femmina usurpatrice sfida il fondatore. Questa aggressività può variare dal morso alle forme fisiche più estreme di aggressione come morsi e punture (spesso fatali).

## Divisione del lavoro
Mentre la distribuzione del comportamento di P. versicolor nella fase post-emergenza mostra poca relazione con l'età di un individuo, la distribuzione del lavoro sembra invece correlarsi con gli stati dominanti e subordinati (che tendono a correlarsi con le dimensioni). Le femmine dominanti controllano le celle, costruiscono nuove celle e depongono le uova in modo significativamente più frequente rispetto alle subordinate. Nel frattempo, le femmine subordinate svolgono anche compiti come leccare il picciolo del nido, nutrire le larve e cercare cibo più frequentemente rispetto alle femmine dominanti. Le subordinate completano l'81,4% dell'attività di ricerca di cibo totale, mentre le dominanti completano solo il 18,6% della ricerca di cibo totale.

### Attività delle operaie
L'attività delle operaie nella vespa cartonaia gialla è episodica, caratterizzata da periodi di pausa (quando tutti gli individui sono immobili) e periodi di intensa attività (la maggior parte degli individui è in movimento; le vespe sono alla ricerca di cibo, alimentano le larve e interagiscono tra loro). Nessun singolo individuo (o regina) è responsabile dell'avvio e dell'interruzione dei periodi di attività o della stimolazione fisica della partenza delle operaie. Piuttosto, l'organizzazione dei periodi di lavoro sembra essere più un sistema auto-organizzato e decentralizzato in cui le operaie stesse regolano l'attività della colonia. Questo è un modo più efficiente per soddisfare la colonia perché le attività di sviluppo della colonia e di manutenzione del nido possono continuare anche dopo la perdita della regina. La maggior parte dei periodi di attività sono innescati dalle operaie che tornano dalla ricerca di cibo al nido con materiale per la colonia. L'attività di ricerca di cibo stessa sembra essere influenzata dalle interazioni tra vari membri della colonia o dall'accesso diretto delle operaie alle esigenze della colonia. Alcuni dei meccanismi che possono regolare l'attività di ricerca di cibo includono l'aggressività.

## Soppressione riproduttiva
Spesso un'associazione di femmine o una regina dominante fonda i nidi di vespe cartonaie gialle; la dominanza riproduttiva viene spesso stabilita subito dopo il periodo di fondazione. Questa dominanza riproduttiva è spesso caratterizzata da aggressione fisica della femmina dominante rivolta alle femmine associate che tendono a essere sorelle. La maggior parte delle femmine che si uniscono alle aggregazioni ha ovaie non sviluppate, mentre la maggior parte delle femmine delle associazioni fondatrici ha ovaie ben sviluppate. Poiché solo le femmine più grandi presentano uno sviluppo ovarico maggiore, la dimensione (o qualcosa di correlato alla dimensione) sembra essere un fattore limitante per il raggiungimento dello status di regina in P. versicolor. Le subordinate possono rimanere potenzialmente fertili e possono eventualmente deporre le uova, ma in condizioni di dominanza estrema, alcune femmine riassorbono i loro ovociti nella fase di post-emergenza del nido. Mentre l'inseminazione non è necessariamente limitata alle femmine più grandi, le femmine più piccole non vengono mai inseminate. Nelle aggregazioni, il 75% delle femmine viene inseminato, mentre nelle associazioni fondatrici l'85%. La regina cerca di scoraggiare la riproduzione da parte di altre femmine nel nido e quindi esercita una dominanza fisica per garantire ciò. Tuttavia, la diapausa ovarica è assente nelle associazioni fondatrici. Ciò fornisce il vantaggio che le fondatrici sono in grado di iniziare nuovi nidi e deporre le uova immediatamente dopo aver lasciato un'aggregazione.

## Parentela genetica tra colonie
A differenza dei resoconti di maschi diploidi in altre specie di Polistes, nessuno dei maschi di P. versicolor analizzati presentava un fenotipo eterozigote in alcun loci, indicando l'assenza di maschi diploidi di vespa cartonaia gialla. La parentela genetica all'interno delle covate di P. versicolor risulta essere inferiore a r = 0,75 per le femmine e r = 0,5 per i maschi che ci si aspetterebbe per specie aplodiploidi in condizioni monogine; è stato tuttavia scoperto che P. versicolor non si accoppia necessariamente in condizioni monogine. La bassa parentela genetica è un'altra conseguenza della presenza di più di una femmina ovipara in circa il 40% delle colonie di vespa cartonaia gialla. Ciò suggerisce che le regine dominanti perdono parzialmente il controllo del loro monopolio sulla riproduzione nei nidi, con il risultato che diverse altre femmine depongono occasionalmente le uova. Spesso, la regina monopolizza la riproduzione nelle regioni inferiori del nido contenenti le nuove celle; tuttavia, poiché la regina spesso rimane in queste regioni inferiori, c'è la possibilità che altre femmine depongano le uova nelle aree superiori del nido con le celle riciclate. Ciò è supportato dal fatto che i livelli di parentela genetica sono più alti tra la prole delle aree inferiori dei nidi rispetto alle aree superiori, dove più di una femmina deporrebbe le uova nella stessa area. Questa presenza di aree di ovideposizione spazialmente discontinue è un segno sia dell'esistenza di più di una femmina che depone le uova sia della territorialità, dove ogni femmina e i suoi associati si prendono cura delle rispettive covate. Pertanto, il riconoscimento dei parenti è facilitato dalla territorialità, che compensa la bassa capacità di riconoscimento dei parenti tra i compagni di nido.

## Costi e benefici della socialità
L'associazione delle fondatrici è una strategia comune per la vespa cartonaia gialla. Il 90,06% delle colonie fondate da una singola femmina di P. versicolor fallisce; una singola fondatrice spesso abbandona il nido dopo la fase di fondazione prima che le larve sembrino unirsi ad altre fondatrici per formare associazioni. Mentre la produttività delle singole fondatrici è inferiore nelle colonie con associazioni di fondatrici rispetto alle colonie con una singola fondatrice, la colonia nel suo complesso è più produttiva in un'associazione di fondatrici: la durata della fase di pre-emergenza è ridotta e la dimensione del gruppo è direttamente correlata al numero di celle costruite. Pertanto, l'associazione delle fondatrici sembra essere una strategia in cui i benefici della protezione contro parassitismo e usurpazione, sinergismo ergonomico e aumento dei livelli di sopravvivenza superano i costi (ossia gli svantaggi e gli sforzi) per la produttività della singola fondatrice.

### Prova di socialità
La prova dell'istituzione della socialità come strategia di ottimizzazione per P. versicolor può essere vista nel frequente spostamento delle femmine tra nidi adiacenti. Sia le femmine con uova sviluppate nelle loro ovaie che le operaie possono essere trovate a spostarsi tra i nidi, anche se la parentela tra le femmine in movimento e le fondatrici del nuovo nido è considerata bassa. Nonostante la bassa parentela genetica all'interno e tra i nidi, il comportamento di dominanza palese e l'aggressività tra le femmine rimangono significativamente inferiori a quelli riscontrati in altre vespe cartonaie gialle, dimostrando quanto sia importante la socialità come strategia per la vespa cartonaia gialla.

## Comunicazione
La P. versicolor è nota per i suoi movimenti di scodinzolio come forma di comunicazione all'interno della colonia. La vespa cartonaia gialla può muovere la parte inferiore del corpo ("scodinzolio") con una frequenza di 10,6±2,1 Hz (n=190). La vespa cammina sulle celle del nido e muove il suo gaster (la porzione posteriore bulbosa dell'addome) orizzontalmente, con l'ultimo segmento addominale sospeso sopra le pupe e le larve. Due periodi di movimento che durano 0,33±0,09 secondi (n=34) si verificano ciascuno entro un secondo. La coppia successiva segue dopo 10 o 20 secondi. Durante questi movimenti, si verificano due tipi di raffiche sonore, con intensità tra 70 e 80 dB. Le femmine dominanti hanno mostrato il 10,2% del comportamento di scodinzolio registrato mentre le subordinate sono state registrate mentre eseguivano solo l'1,4% di questo comportamento. Poiché i movimenti di scodinzolio sono mostrati significativamente più frequentemente dalle dominanti rispetto alle subordinate (p<0,01), questo comportamento è stato associato alla dominanza. Si sospetta che i movimenti di scodinzolio possano essere correlati al rilascio di "feromoni di dominanza" durante l'ispezione delle celle e lo scambio di cibo con le larve. Pertanto, lo scodinzolio può essere visto come parte di un comportamento difensivo. Le subordinate spesso eseguono questi movimenti di scodinzolio al ritorno di una foraggiatrice al nido. Questi movimenti di scodinzolio, insieme ad altri meccanismi di comunicazione, come la vibrazione laterale, il tocco delle antenne e l'aggressività, sono comportamenti sociali che queste vespe cartonaie gialle usano per dichiarare le esigenze della colonia. Ad esempio, i movimenti di scodinzolio possono segnalare l'arrivo di nuovo materiale nel nido e l'aggressività tra le operaie può essere utilizzata per stimolare le altre ad aumentare le spedizioni di foraggiamento.

## Dieta

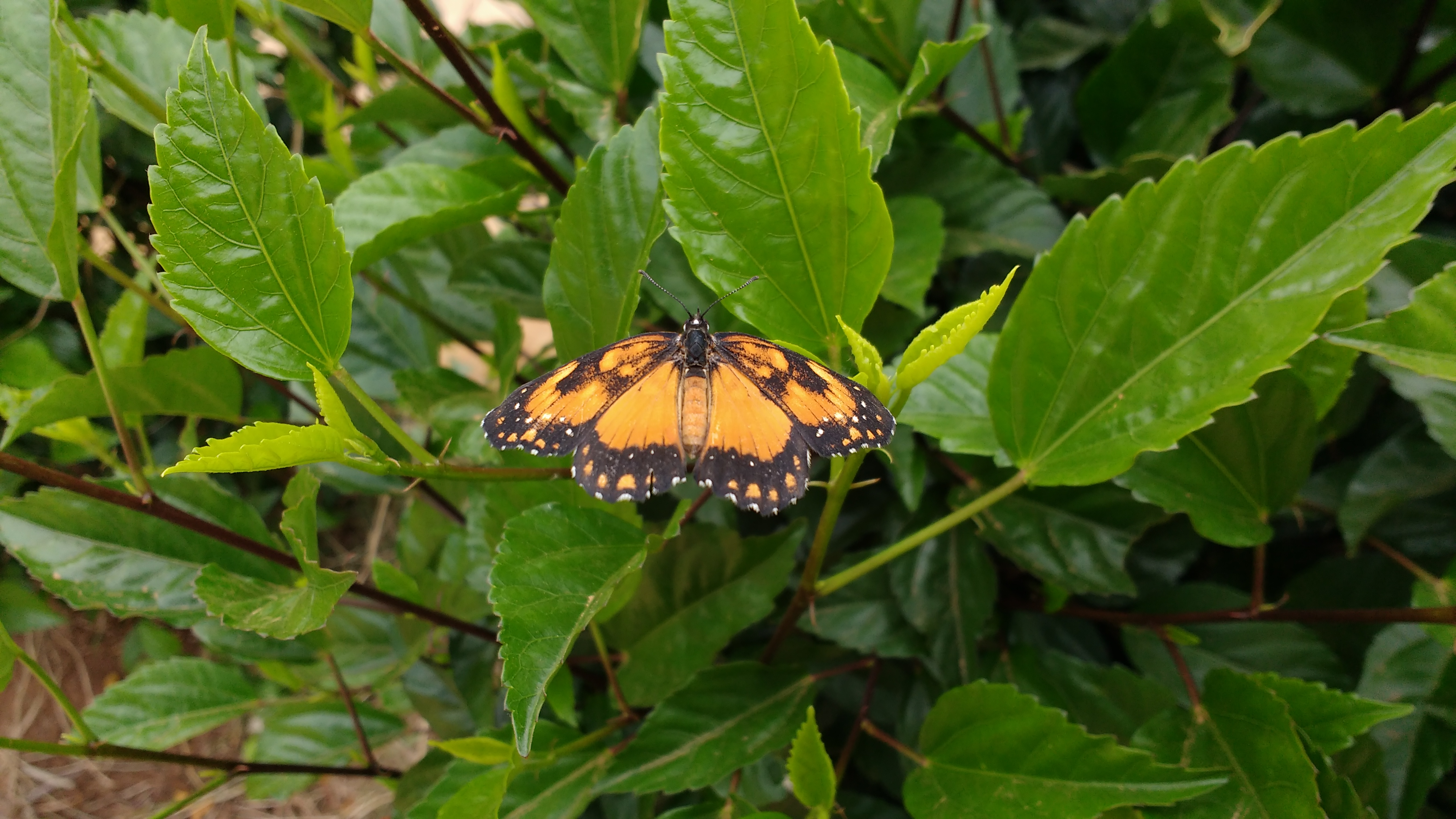
Chlosyne lacinia saundersii, una preda comune delle vespe cartonaie gialle

Le operaie vespe cartonaie gialle tendono a completare la maggior parte dell'alimentazione della colonia. La secrezione delle ghiandole ipofaringee delle operaie è il principale costituente della pappa reale prodotta dalle operaie per nutrire la covata. Lo sviluppo di queste ghiandole può essere chiaramente collegato ai comportamenti svolti dalle operaie nel nido; regine e maschi non possiedono ghiandole ipofaringee sviluppate. Dopo l'emersione, le operaie dal 3º al 18º giorno si nutrono quasi esclusivamente di polline, che fornisce le proteine necessarie per produrre la pappa reale nelle loro ghiandole ipofaringee che nutre il resto della covata. Dopo il 18° giorno, le operaie diventano foraggiatrici, volando costantemente da e verso il nido per raccogliere cibo; passano dall'alimentazione di polline all'alimentazione di nettare, che può soddisfare meglio i loro bisogni energetici. Con il passaggio al consumo di nettare si verifica una grande riduzione delle loro ghiandole ipofaringee. Tuttavia, queste strutture rimangono attive per tutta la vita di queste vespe. P. versicolor è generalmente una vespa predatrice, che cattura un'ampia gamma di insetti. Sebbene non abbiano in genere una preferenza per le prede, le vespe cartonaie gialle si nutrono solitamente di insetti degli ordini Lepidoptera (95,4%) e Coleoptera (1,1%). La specie Chlosyne lacinia saundersii (Lepidoptera: Nymphalidae) è la preda preferita (13,5%).

## Difesa
Gli attacchi delle formiche rappresentano la più grande pressione predatoria per P. versicolor. Le vespe cartonaie gialle hanno sviluppato vari modi per combattere queste formiche, uno dei quali è attraverso la costruzione del loro nido. Poiché i nidi sono singoli favi fissati a un substrato da un peduncolo, le celle sospese sono spesso protette dagli attacchi delle formiche. Se c'è un attacco di formiche, l'abbandono del nido è più facile e consente una fuga più rapida grazie al fatto che le vespe non costruiscono involucri sopra i loro nidi. Inoltre, queste vespe possiedono una ghiandola situata nello sternite addominale VI (ghiandola di van de Vecht) che è principalmente responsabile della produzione di una sostanza repellente per le formiche. Ciuffi di peli vicino al bordo dello sternite addominale VI immagazzinano e applicano il repellente per le formiche, secernendolo attraverso un comportamento di sfregamento. Sebbene questo comportamento di sfregamento si verifichi durante tutto il ciclo della colonia, può essere osservato più frequentemente nella fase di pre-emergenza. Le femmine in questa fase sono molto impegnate con più compiti; pertanto, è più utile per la femmina investire in difesa chimica nella fase post-emergenza. Tale difesa attiva spesso include un comportamento di allarme, in cui le vespe assumono una posizione eretta, aprono le ali e puntano le antenne verso la fonte del loro allarme. Quando le vespe cartonaie gialle muovono i loro gaster, si pensa che vengano rilasciati feromoni di allarme. Questi comportamenti di allarme sono stati collegati alla presenza del parassita Ichneumonidae; queste femmine parassite iniettano le uova nell'ospite o le depongono al suo esterno in modo che le larve lo possano attaccare dall'esterno.

## Agricoltura
Si stima che ogni colonia di P. versicolor catturi 4.015 prede di insetti all'anno. Pertanto, queste colonie di vespe cartonaie gialle possono rivelarsi una potente strategia per la gestione dei parassiti degli insetti erbivori, in particolare dei bruchi defogliatori. Trasferire gruppi di P. versicolor in rifugi artificiali consente di gestire queste colonie e di utilizzarle per ripristinare l'equilibrio tra le specie negli ecosistemi agricoli con costi relativamente minimi. Oltre alla gestione dei parassiti agricoli, la specie P. versicolor può anche essere un utile impollinatore. Queste vespe sociali si nutrono principalmente di melata, succhi di frutta e nettare. Mentre cercano queste scorte di cibo, in particolare il nettare, le vespe cartonaie gialle sono in grado di impollinare simultaneamente molte piante da fiore. Sono maggiormente attratte dalle specie della famiglia Asteraceae, che non solo hanno una grande quantità di nettare nascosta a una profondità di soli pochi millimetri, ma includono anche specie che fioriscono a maggio e giugno, consentendo di raccogliere il polline oltre al nettare.

## Punture
La P. versicolor contiene quantità relativamente elevate di 5-idrossitriptamina (5-HT) nel suo veleno e nelle parti del corpo che lo contengono, come il suo pungiglione. Mentre l'apparato pungente delle larve e delle pupe produce quantità equivalenti di 5-HT, l'apparato pungente delle vespe adulte ha un contenuto molto più elevato di 0,87 µg di 5-HT per individuo. Ma l'apparato pungente non è l'unica fonte di 5-HT in queste vespe; piuttosto, una quantità relativamente elevata di 5-HT è stata trovata anche nelle teste della vespa cartonaia gialla. È stato scoperto che la 5-HT in questo veleno svolge almeno due ruoli: uno nella difesa come agente produttore di dolore e l'altro nella distribuzione e penetrazione dei componenti paralizzanti nei siti vulnerabili dell'aggressore. Acetilcolina, istamina e chinine sono altri fattori trovati nel veleno che aiutano la 5-HT sia nella difesa che nella penetrazione del dolore. Questi fattori lavorano in combinazione per produrre dolore depolarizzando alcune terminazioni nervose sensoriali come risultato di movimenti ionici e cambiamenti nella permeabilità. Inoltre, queste proteine lavorano per aumentare il tasso di assorbimento del veleno paralizzante nei tessuti e nei fluidi corporei. Ciò si traduce nella rapida immobilizzazione dell'animale o di alcune parti del suo corpo che ricevono il veleno.